# Aeranthes setipes
Espèce
Statut de conservation UICN

 EN B1ab(i,ii,iii,iv)+2ab(i,ii,iii,iv) : En danger
Aeranthes setipes est une espèce de plantes de la famille des Orchidaceae endémique de Madagascar.

## Répartition
Cette espèce est endémique de la province d'Antsiranana à Madagascar où elle pousse entre 1 500 et 2 000 m d'altitude. Elle est présente dans les forêts sub-humides.